# Popești (gmina w okręgu Vrancea)
Popești – gmina w Rumunii, w okręgu Vrancea. Obejmuje miejscowości Popești i Terchești. W 2011 roku liczyła 2753 mieszkańców.